# Damn!
Damn! är ett funk-soul-rockband från Lund som har släppt fyra album sedan 1999. Bandet fungerar därtill som kompgrupp åt rapparen Timbuktu på skiva och på scen. Tillsammans med honom vann Damn! en grammis för bästa hiphop/soul-album 2012.
Bandets låtar skrivs av medlemmarna Lodén, Mernsten, Hjärpe och Block. Bröderna Lindgård som spelar blåsinstrument i Damn! har parallellt varit medlemmar i The Mopeds.

## Medlemmar
- Svante Lodén - sång, gitarr, elbas, congas
- Måns Mernsten - keyboards, gitarr, banjo, munspel, mbira, sång
- Erik Hjärpe - keyboards, dragspel, klockspel, sång
- Måns Block - trummor, percussion, sång
- Gustav Lindroth - elbas

Hello Bobbadee horn section
- Sven Andersson - saxofon, tvärflöjt, klarinett
- Jens Lindgård - trombon
- Petter Lindgård - trumpet, flygelhorn, althorn

## Diskografi
Studioalbum
- Natural Sounds (1999)
- Youth Style (2004)
- Let's Zoom In (2008)
- The Unlocked Door (2009)

EP
- Gingold's Jackpot (2002)

Singlar
- Got to Go (2004)
- Leaving This Planet (2004)
- You're the Light for Me (2010)
- Stanna kvar (2012)
- If I Were Sorry (feat. Shirin) (2017)
- Fröken (2017)

Album tillsammans med Timbuktu
- Live! (2004)
- Live i Grünerlökka 07122122 (2008)
- Full Ära (2012)
- Kärlekens Blandband (2018)